# 沈棨 (萬曆進士)
沈棨（16世紀—17世紀），字彥威，浙江湖州府烏程縣人，明朝政治人物。

## 生平
萬曆四十年（1612年），沈棨中式壬子科順天鄉試第四名舉人，萬曆四十一年（1613年）聯捷癸丑科進士，曾邊事遼東，與袁崇煥、孫元化同事，官至兵部職方司主事、宣府巡撫。清兵入宣府，沈棨與中官王坤等遣使議和，饋金帛牢醴，清兵於是退去。

## 家族
天祖沈汝梁；高祖正德十四年舉人沈煓；曾祖贈大學士沈塾；祖父嘉靖三十八年進士沈節甫；父萬曆十三年舉人沈淙。
有女嫁與富戶屠熙之子屠堯。